# Dennis Bekkers
Dennis Bekkers ('s-Hertogenbosch, 29 november 1980) is een Nederlands taekwondoka. Hij komt uit in de klasse vedergewicht. Hij werd Europees kampioen in deze discipline. Ook nam hij eenmaal deel aan de Olympische Spelen, maar wist bij die gelegenheid geen medailles te winnen.
Hij werd in 2006 de wereldkampioen in het vedergewicht. In 2005 pakte hij al het brons, ook in 2007 won hij het brons.
Hij maakte zijn olympisch debuut tijdens de Olympische Zomerspelen van 2008 in Peking, waar hij uitkwam in de klasse tot 68 kilogram. Hij wist echter niet door te breken tot de finales. In zijn eerste partij verloor hij met 4-3 van de Koreaan Son Taejin, die later de gouden medaille in de wacht wist te slepen. Ook in de herkansing zag Dennis geen kans om alsnog de strijd om het brons aan te mogen gaan. Hij verloor van de Turk Servet Tazegul.

## Palmares
- 2005:  Europees kampioenschap Taekwondo vedergewicht (62–67 kg)
- 2005:  Wereldkampioenschap Taekwondo vedergewicht (62–67 kg)
- 2006:  Europees kampioenschap Taekwondo vedergewicht (62–67 kg)
- 2007:  Wereldkampioenschap Taekwondo vedergewicht (62–67 kg)
- 2008:  Europees kampioenschap Taekwondo vedergewicht (62–67 kg)
- 2010:  Europees kampioenschap Taekwondo vedergewicht (63kg - 68kg)
- 2001:  Militair Wereldkampioenschap Taekwondo vedergewicht (62-67kg)
- 2004:  Militair Wereldkampioenschap Taekwondo vedergewicht (62-67kg)
- 2000:  Militair Wereldkampioenschap Taekwondo vedergewicht (62-67kg)
- 2006:  Militair Wereldkampioenschap Taekwondo vedergewicht (62-67kg)